# Marie Laure Girou Swiderski
 Marie Laure Girou Swiderski, née en France en 1937, est une professeure et chercheuse en études littéraires.

## Biographie
Agrégée de Lettres modernes et docteure de l’Université de Grenoble, elle a fait carrière, de 1966 à 2003, à l’Université d’Ottawa. Son champ de spécialisation est le XVIIIe siècle, en particulier l’œuvre de Robert Challe et l’écriture des femmes.
Ses travaux sur la correspondance entre femmes au XVIIIe siècle ont enrichi notre compréhension des déplacements sociaux à l'œuvre : « L'étude de M.-L. Girou Swiderski sur la correspondance de la présidente de Meinières à la marquise de Lénoncourt met en évidence l'ambiguïté de la relation épistolaire oscillant entre gazette mondaine et recherche d'un commerce intime sincère entre deux femmes socialement inégales. ».
En la faisant membre honoraire en 2005, la Société canadienne d’étude du dix-huitième siècle présentait ainsi son apport à la connaissance du Siècle des lumières : «Présidente de la Société canadienne d'étude du dix-huitième siècle entre 1997 et 2000, elle a joué un rôle de premier plan dans la vie de cette Société, dont elle a organisé l'un des congrès à Ottawa en 1986. Ses travaux ont contribué au renouvellement de notre connaissance du XVIIIe siècle et, en particulier, de celle des femmes de lettres, avec plusieurs articles, souvent pionniers, consacrés à Mme Belot, Mme Roland, Mme de Villeneuve ou Mme d’Arconville. Elle a notamment participé au Dictionnaire des femmes des Lumières (Champion). La qualité exemplaire de ses travaux tient à une démarche qui sait allier critique rigoureuse et bonheur d'expression».

## Publications

### Livres

#### Études
- La poésie populaire et les chants religieux du Gabon, Ottawa, Éditions de l’Université d’Ottawa, 1981, 290 p. Ill. Avec Stanislaw Swiderski.  (ISBN 2-7603-0044-7)

#### Ouvrages collectifs
- Femmes en toutes lettres. Les épistolières du XVIIIe siècle, SVEC, no 4, 2000, xiii/277 p. Avec Marie-France Silver.  (ISBN 0 7294 0741 1)
- Challe et/en son temps. Actes du Colloque de l’Université d’Ottawa 24-26 septembre 1998, Genève et Paris, Slatkine et Honoré Champion, coll. « Colloques, congrès et conférences. Le dix-huitième siècle », no 5, 2002, 528 p. Avec Pierre Berthiaume.  (ISBN 2-7453-0568-9)
- Terræ incognitæ de l’écriture féminine, Brooklyn, Ottawa et Toronto, Legas, coll. « Literary Criticism Series », no 13, 2004.  (ISBN 1-894508-61-0)
- Ris, masques et tréteaux. Aspects du théâtre du XVIIIe siècle. Mélanges en hommage à David A. Trott, Sainte-Foy (Québec), Presses de l’Université Laval, « Collections de la République des lettres », série « Symposiums », 2008, xi/384 p. Avec Stéphanie Massé et Françoise Rubellin.  (ISBN 978-2-7637-8649-0)
- Madame d’Arconville, moraliste et chimiste au siècle des Lumières. Études et textes inédits, Oxford, Voltaire Foundation, coll. « Oxford University Studies in the Enlightenment », 2016, 280 p. Ill. Avec Marc André Bernier.  (ISBN 978-0-7294-1172-1)

### Articles et chapitres de livres (sélection)

#### Sur Robert Challe
- « Challe et l’Acadie », Revue de l’Université de Moncton, vol. 11, no 3, décembre 1978, p. 9-20.
- « La véritable Angélique, un double de Challe ? », Revue d’histoire littéraire de la France, vol. 83, no 4, juillet-août 1983, p. 531-569.
- « Les Illustres Françaises et les mathématiques », dans Geneviève Artigas-Menant et Jacques Popin, avec la collaboration de Marie-Emmanuelle Plagnol (sous la dir. de), Leçons sur « Les Illustres Françaises » de Robert Challe. Actes de la table ronde de Créteil (9 janvier 1993), Paris, Honoré Champion, 1993, p. 65-86.
- « Challe, le justicier », dans Frédéric Deloffre (édit.), Autour de Robert Challe. Actes du Colloque de Chartres (20-22 juin 1991), Paris, Honoré Champion, 1993, p. 93-108.
- « Robert Challe, mémorialiste ou comment récrire l’Histoire? », dans Izabella Zatorska et Andrzej Siemek (sous la dir. de), Le siècle de Rousseau et sa postérité. Mélanges offerts à Eva Rzadkowska, Varsovie, Uniwersytet Warszawski, Instytut Romanistyki, 1998, p. 57-65.  (ISBN 83-905925-5-X)

#### Sur l’écriture des femmes
- « La condition de la femme française au XVIIIe siècle d’après les romans », dans Paul Fritz et Richard Morton (sous la dir. de), Woman in the 18th Century, Toronto et Sarasota, Samuel Stevens, Hakkert & Co., coll. « Publications of the MacMaster University Association fort 18th Century Studies », 1976, p. 105-125.
- « La thématique féministe dans le roman sentimental après 1750 », dans Hans Joachim Lope (sous la dir. de), Aufsätze zum 18. Jahahundert in Frankreich, Studien und Dokumente zur Geschichte der romanischen Literaturen, vol. 5, 1979, p. 9-19.
- « Comment peut-on être parvenue ? Écriture et féminisme chez quelques romancières du XVIIIe siècle », Études littéraires, vol. 12, no 3, décembre 1979, p. 363-385.
- « L’amour interdit ou la femme entre nature et condition féminines », dans Paul Viallaneix et Jean Ehrard (sous la dir. de), Aimer en France 1760-1860, Actes du colloque international de Clermont-Ferrand (20-22 juin 1977), Clermont-Ferrand, Association des publications de la Faculté des lettres et sciences humaines de Clermont-Ferrand, 1980, p. 147-157.
- « Fonctions de la femme du peuple dans le roman du dix-huitième siècle », Romanistiche Zeltschrift für Literatur Geschichte / Cahiers d’histoire des littératures romanes, nos 2-3, 1981, p. 173-192.
- « La dialectique de la condition féminine dans La Nouvelle Héloïse », dans Jean Terrasse (sous la dir. de), Jean-Jacques Rousseau et la société du XVIIIe siècle. Actes du colloque organisé à l’Université McGill les 25, 26 et 27 octobre 1978, Ottawa, Éditions de l’Université d’Ottawa, 1981, p. 109-126.
- « Les Montagnards de Mme Monnet », dans L’écrivain devant la Révolution (1780-1800). Actes du Colloque franco-italien de Grenoble (24-26 septembre 1987), Grenoble, Université Stendhal de Grenoble, 1990, p. 237-249.
- « La belle ou la bête ? Madame de Villeneuve, la méconnue », dans Roland Bonnel et Catherine Rubinger (sous la dir. de), Femmes savantes et femmes d’esprit. Women Intellectuals of the French Eighteenth Century, New York, Peter Lang, coll. « Eighteenth Century French Intellectual History », no 1, 1994, p. 99-128.  (ISBN 0-8204-2475-7)  (ISSN 1073-8657)
- « La lettre comme action politique : madame Roland », dans Georges Bérubé et Marie-France Silver (sous la dir. de), La lettre au XVIIIe siècle et ses avatars. Actes du Colloque international tenu au Collège universitaire Glendon. Université York. Toronto (Ontario) Canada. 29 avril - 1er mai 1993, Toronto, Éditions du Gref	, coll. « Dont actes », no 14, 1996, 159-172.  (ISBN 0-921916-60-4)
- « Une chambre à soi : le thème du logement dans la correspondance de Mme Belot (Durey de Meinières) », dans Servanne Woodward (sous la dir. de), Altered Writings followed by Public Space of the Domestic Sphere, London (Ontario), Press et The Eighteenth-Century French World Centre at the University of Western Ontario, 1997, p. 15-31.  (ISBN 0-7714-1968-6)
- « De la “gazette” au “commerce des âmes” : les lettres de la présidente de Meinières à la marquise de Lénoncourt », SVEC, no 4, 2000.  (ISBN 0 7294 0741 1)
- « Surprises et leçons d’un inventaire : la prose féminine non fictionnelle au 18e siècle », Dix-huitième siècle, no 36, 2004, p. 171-187.  (ISSN 0070-6760)
- « La littérature au féminin », SVEC, no 10, 2005, p. 115-132. Avec Suzan Van Dijk.  (ISSN 0435-2866)  (ISBN 0 7294 0866 3)
- « Lettres de Mme de Meinières à Mme de Lénoncourt (1770-1774) », dans Elizabeth C. Goldsmith et Colette H. Winn (sous la dir. de), Lettres de femmes. Textes inédits et oubliés du XVIe – XVIIIe siècle, Paris, Honoré Champion, coll. «Textes de la Renaissance», série «Éducation féminine de la Renaissance à l'âge classique», 2005, p. 379-420.  (ISBN 2-7453-1123-9)
- « D’intéressantes “retrouvailles” : la seconde carrière de trois femmes de lettres », Dix-huitième siècle, no 46, 2014, p. 235-251.  (ISBN 978-2-7071-8204-3)
- « Les “Pensées, réflexions et anecdotes” de Mme d’Arconville : un projet autarcique ? », dans Marc André Bernier et Marie-Laure Girou Swiderski (sous la dir. de), Madame d’Arconville, moraliste et chimiste au siècle des Lumières. Études et textes inédits, Oxford, Voltaire Foundation, coll. « Oxford University Studies in the Enlightenment », 2016.  (ISBN 978-0-7294-1172-1)

## Distinction
- 2005 - Membre honoraire de la Société canadienne du dix-huitième siècle

## Sources
- Isabelle Brouard-Arends, « Femmes en toutes lettres: les épistolières du XVIIIe siècle (review) », Eighteenth-Century Fiction, vol. 14, no 2,‎ 2002, p. 242-244
- Benoît Melançon, « État de la recherche canadienne sur la littérature française du 18e siècle », Dix-huitième siècle, no 30, 1998, p. 233-243.  (ISSN 0070-6760)  (ISBN 2-13-049855-8)